# Jean Hardÿ (général)
Pour les articles homonymes, voir Hardy et Jean Hardy.
Jean Hardÿ, né le 19 mai 1762 à Mouzon (Ardennes), mort le 29 mai 1802 à Cap-Français (Saint-Domingue), est un général de division de la Révolution française.

## États de service
Il entre en service le 22 septembre 1783 comme soldat au régiment de Monsieur-infanterie, il passe caporal en 1785, sergent en 1786, et fourrier en 1787, il démissionne le 25 mai 1792.
Il reprend du service le 23 septembre 1792, comme adjudant-major dans le garde nationale d’Épernay, puis capitaine au 8e bataillon de volontaires de la Marne. Il combat à la bataille de Valmy le 20 septembre 1792 et il participe à la défense de Philippeville en octobre 1793. Il est promu général de brigade provisoire le 16 novembre 1793, confirmé le 27 janvier 1794. En septembre 1796 il commande la division Marceau, il se signale notamment aux combats de Nieder-Olm, de Nieder-Ingelheim, de la montagne Saint-Roch le 26 octobre 1796, et de Mont-Tonnerre. Le 26 novembre 1796, il est blessé dans le massif du Hunsrück, puis il rejoint l’armée de Sambre-et-Meuse comme commandant de Coblence.
Désigné pour l’armée d’Angleterre, il embarque le 16 septembre 1798, pour la 2e expédition d'Irlande. Il est fait prisonnier le 12 octobre 1798, à bord du vaisseau le Hoche, et il est échangé en décembre 1798.
Il est nommé général de division le 30 juillet 1799, et le 22 août suivant il commande la 6e division de l’armée d’Helvétie. Il est blessé le 1er décembre 1800, à la bataille d'Ampfing. 
Le 31 octobre 1801 il est désigné pour rejoindre le général Leclerc à l’expédition de Saint-Domingue, il embarque à Brest le 14 décembre 1801 sur le vaisseau la Révolution. Après avoir débarqué le 5 février 1802, il commande la division nord le 31 mars suivant et il obtient la soumission du général noir Christophe fin avril 1802. 
Il meurt le 29 mai 1802, à Cap-Français de la fièvre jaune.

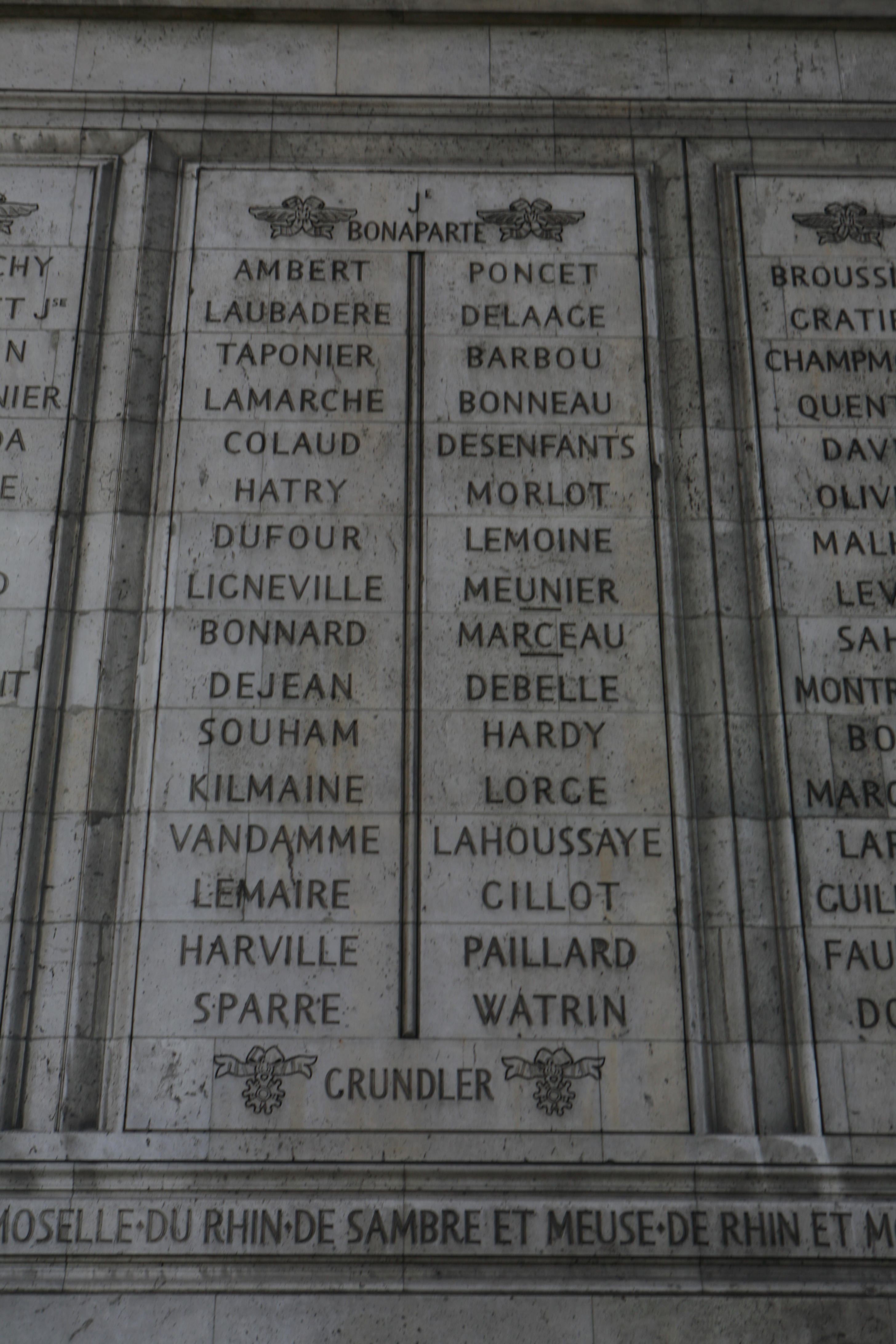
Noms gravés sous l'arc de triomphe de l'Étoile : pilier Sud, 5e et 6e colonnes.

## Publication
Correspondance intime du général Jean Hardÿ de 1797 à 1802 recueillie par son petit fils le général Hardy de Périni, Paris, Plon, 1901, 309p.